# Jatari
Jatari è una suddivisione dell'India, classificata come nagar panchayat, di 17.038 abitanti, situata nel distretto di Aligarh, nello stato federato dell'Uttar Pradesh. 